# Сеу-Азул
Сеу-Азул (порт. Céu Azul) — муниципалитет в Бразилии, входит в штат Парана. Составная часть мезорегиона Запад штата Парана. Входит в экономико-статистический микрорегион Фос-ду-Игуасу. Население составляет 10 341 человек на 2006 год. Занимает площадь 1179,442 км². Плотность населения — 8,8 чел./км².

## История
Город основан 8 октября 1966 года.

## Статистика
- Валовой внутренний продукт на 2003 год составляет 227 398 014,00 реалов (данные: Бразильский институт географии и статистики).
- Валовой внутренний продукт на душу населения на 2003 год составляет 21 888,35 реалов (данные: Бразильский институт географии и статистики).
- Индекс развития человеческого потенциала на 2000 год составляет 0,780 (данные: Программа развития ООН).